# Sufragistes (pel·lícula)
Sufragistes (títol original en anglès, Suffragette) és un drama històric britànic de 2015 dirigit per Sarah Gavron i escrit per Abi Morgan. La pel·lícula explica la història de les sufragistes angleses al començament de la Primera Guerra Mundial. La seva principal protagonista és Carey Mulligan en el paper de Maud Watts, una dona de classe treballadora que s'incorpora al moviment sufragista. Meryl Streep, Helena Bonham Carter, Anne-Marie Duff i Romola Garai l'acompanyen interpretant grans figures de la lluita pel sufragi femení.

## Argument
La majoria de les sufragistes no venien de classes altes, sinó que eren dones treballadores que veien com les seves protestes pacífiques no servien per a res.

## Repartiment
- Carey Mulligan: Maud Watts[2]
- Helena Bonham Carter: Edith Ellyn. Mentre que el personatge d'Ellyn és fictici, està lleugerament basat en Edith Margaret Garrud i Edith New.[3][4][5]
- Meryl Streep: Emmeline Pankhurst[6]
- Natalie Press: Emily Davison
- Anne-Marie Duff: Violet Miller[7]
- Romola Garai: Alice Haughton[7]
- Ben Whishaw: Sonny Watts[7]
- Brendan Gleeson: Arthur Steed[7]
- Samuel West: Benedict Haughton[7]
- Adrian Schiller: David Lloyd George
- Morgan Watkins: Malcolm Walsop
- Lorraine Stanley: Mrs Coleman
- Amanda Lawrence: Miss Withers

Només Emmeline Pankhurst, Emily Davison, David Lloyd George i el rei Jordi V no són ficticis.